# Hedvig Charlotta Nordenflycht
Hedvig Charlotta Nordenflycht (Stoccolma, 28 novembre 1718 – Skokloster, 29 giugno 1763) è stata una poetessa svedese.
È stata talvolta vista come la prima femminista in Svezia e viene considerata una delle principali poetesse svedesi del 1700. È anche ricordata come una delle prime donne svedesi capace di vivere della propria penna.
Nel 1743 scrisse varie liriche ispirate dal dolore per la perdita del marito, dal titolo La tortora addolorata che riscossero un buon successo all'epoca, rappresentando uno dei primi esempi di poesia autobiografica soggettiva della letteratura svedese. Sperimentò anche opere letterarie quali epopee e odi, per poi tornare alla lirica negli ultimi anni di vita.

## Biografia
Nordenflycht era figlia del contabile Anders Andersson Nordbohm (nobilitato col nome di Nordenflycht) presso il Kammarkollegium, ente pubblico svedese, e Christina Rosin. Cresciuta a Stoccolma, nel 1731 si trasferì con la famiglia nella proprietà di Viby, presso la parrocchia di Harbo nella contea di Uppsala. A causa di una promessa fatta sul letto di morte del padre, Nordenflycht si fidanzò nel 1734 con il suo professore, Johan Tiderman, che, tuttavia, morì nel 1737, prima del matrimonio. La donna venne fortemente influenzata dall’intelletto acuto di Tiderman, sebbene lui fosse seguace del razionalismo e scetticismo illuminista da cui Nordenflycht poi si sarebbe allontanata.
Qualche anno dopo la morte di Tiderman, Nordenflycht incontrò il pastore Jacob Fabricius e si sposò con lui nel 1741. Il loro matrimonio si rivelerà essere breve, ma felice. L’uomo, infatti, si ammalò e morì soltanto nove mesi dopo aver sposato la poetessa. Di conseguenza, da Karlskrona, dove la coppia si era stabilita quando Fabricius aveva ottenuto l’impiego di pastore presso la Marina, Nordenflycht si trasferì in una piccola fattoria a Lindingö. Qui condusse un'esistenza fortemente caratterizzata dal dolore, come si evince dalla descrizione della sua abitazione: "L’intera stanza, rivestita da pitture dolorose, testimoniava la mia mancanza e un cembalo con alcuni uccelli dipinti ne costituiva gli unici segni di gioia…”

### Ordine per la costruzione del pensiero
Animatrice dei salotti letterari svedesi, Nordenflycht venne presto cooptata nell'Ordine per la costruzione del pensiero, di cui fu membro anche il cugino Carl Klingenberg insieme a Gustaf Fredrik Gyllenborg e Gustaf Philip Creutz. La donna ne divenne subito membro principale e venne perciò chiamata la pastorella del Nord, come colei che introdusse l'Illuminismo in Svezia. L'ordine pubblicò il libro di Nordenflycht Våra försök (1753).

## Produzione
Nordenflycht si conquistò la fama con la raccolta di poesie La tortora addolorata (1743), che scrisse durante il lutto dopo la morte del marito. Tra il 1744 e il 1750 pubblicò cinque volumi che intitolò Femminile gioco dei pensieri di una pastorella del Nord. Seguì in maniera impegnata i dibattiti della sua epoca e molte delle sue opere presentano personaggi altrettanto attivi riguardo a questioni politiche, filosofiche e religiose, oltre a questioni riguardanti la libertà ed i diritti della donna. Oltre alla poesia, Nordenflycht scrisse anche componimenti barocchi (Il lai di Dorilla). Dalla sua opera fondamentale è sicuramente Difesa della donna (1761), dove Nordenflycht, dopo una lunga premessa piena di sdegno, difese il sesso femminile, individuato da Rousseau come colpevole per la discesa del teatro; inoltre, Il dovere della donna di usare il proprio intelletto (1741), dove attacca la repressione della donna e ne sostiene il diritto alla formazione letteraria.
La poesia più letta di Nordenflycht, Sopra un giacinto (1762), rappresenta una dichiarazione d’amore ad un uomo più giovane, Johan Fischerström, fisiocratico e economista, che sarebbe stato il suo ultimo amore. Le ultime poesie di Hedvig trattano il triangolo tra i due e la contessa Cathérine Charlotte De la Gardie (inverno 1762-63). Sulla fine della sua vita si dice “Abbandonata da coloro, dei quali credeva di possedere l’amore, si gettò nel ruscello che scorreva davanti alla sua residenza. Morì tre giorni dopo, il 28 giugno 1763”, all’età di 44 anni.

### Difesa della donna
Nordenflycht ammirava molti filosofi illuministi e Rousseau era uno dei suoi preferiti. Questa adorazione terminò bruscamente, quando venne resa esplicita la visione della donna da parte di Rousseau. Lui scrisse, infatti, una lettera a H. Alembert riguardo ad un teatro che sarebbe stato istituito a Ginevra. Qui Rousseau sosteneva che le donne non fossero capaci di capire, e soprattutto fare, arte: non possedevano il “sentimento” e la "passione bruciante" necessari all’artista. Rousseau era, inoltre, contro le donne nella sfera pubblica e pensava che tutto ciò a cui avevano accesso insieme alla loro sfera di conoscenza avrebbe dovuto essere applicato solo all'ambito domestico.
L’attacco di Rousseau contro le donne spinse Nordenflycht a scrivere Difesa della donna, dove raccolse le argomentazioni contro il filosofo. Già il titolo rivelava l’intenzione dell’opera, poiché venne intitolata “Difesa della donna, contro J.J. Rousseau, cittadino di Ginevra”. Attraverso la scelta della forma limitata della poesia, Nordenflycht poteva anche dimostrare di saper scrivere con “fervente eloquenza” – cosa che Rousseau non riteneva possibile per una donna.
Nella prefazione alla poesia, Nordenflycht rintracciò il paradosso in Rousseau: se questo vuole denunciare le donne come tutto ciò che “rende la nostra epoca viziata e ridicola”, ciò significa che lui riconosce il potenziale di tenacia e cambiamento della donna. Nella poesia, Nordenflycht sosteneva che la donna si trovasse in ambiti troppo stretti; la repressione è una conseguenza del pregiudizio e il fatto che questa sia vista come normale e quotidiana nella società non è motivo perché vada perseguita.
Nordenflycht voleva inserirsi nel dibattito illuminista europeo con questo testo, con la prospettiva femminile, quella della donna come essere illuminato insieme a diritto della donna di essere illuminata come punto principale. Difesa della donna si rivolgeva sia al mondo accademico dominato da uomini sia ai salotti femministi. Nordenflycht voleva mostrare il potenziale della donna e consegnare alle donne nel mondo dei salotti il coraggio di battersi per la propria libertà.
Difesa della donna è un discorso di difesa dove il sesso femminile viene appunto difeso contro Rousseau e il resto del mondo accademico maschile. Nordenflycht tentò di confutare l’opinione di Rousseau in tutta la poesia, ad esempio enumerando le donne che possedevano sia il "sentimento" che la "passione bruciante" (tra queste troviamo ad esempio Cleopatra e Marguerite D’Anjou). La poetessa sollevò la questione femminista nei dibattiti illuministi come se fosse chiaro che questa ne facesse parte.
Le idee di Nordenflycht riguardo a ciò che ci rende effettivamente un artista si rivelarono estremamente moderne e radicali. In Difesa della donna, scriveva che “La posizione subordinata della donna non può essere collegata al corpo o alla natura, bensì dipende dall’educazione e dalle abitudini” e che “La natura è colpevole, insieme al sangue ed al cuore, le cui fondamenta sono errori del sistema di educazione.”. Nordenflycht sosteneva che il fatto che le donne potessero sembrare deboli, ignoranti e non ambiziose fosse dovuto a circostanze storiche e non alla biologia. Anche se lei rimase tutta la vita d’accordo col fatto che le donne fossero corporalmente più deboli degli uomini, il suo rifiuto di rifarsi alla biologia come causa di repressione si rafforzò progressivamente.

## Tematiche
Nordenflycht scriveva per il genere femminile, il che nel ‘700 non era usuale, nemmeno in Svezia. La poetessa superò tutti i confini fissati per il sesso femminile durante la sua epoca ed assunse un ruolo “maschile” solamente essendo una scrittrice che appariva in pubblico. La posizione della donna durante il ‘700 poteva differire secondo classe, stato civile ed età. In quanto nobile, Nordenflycht aveva accesso all'istruzione e possedeva soldi per spostarsi. All’epoca, le scrittrici donne potevano solo sperare che un uomo a loro vicine sostenesse la loro professione e scrittura. Nordenflycht, invece, era anche vedova e aveva, perciò, diritto ad occuparsi della propria economia. In breve, rispetto a molte altre donne, Nordenflycht aveva molte più possibilità, anche riguardo alla sua professione, e poteva condurre la propria vita a proprio piacimento.
Scrittrici donne esistevano, ma queste scrivevano soprattutto poesie d’occasione e raggiungevano raramente la sfera pubblica. Anche Nordenflycht scrisse questo tipo di componimenti: più di metà della sua opera era, infatti, composta da poesie d’occasione. All’epoca questo tipo di testi era visto come letteratura “spicciola” ed era, perciò, un tipo di letteratura che si lasciava scrivere pubblicamente alle donne. Anche Nordenflycht condivideva questa idea: oltre a poesie d’occasione, era l'unica scrittrice svedese a scrivere, e nel suo caso anche pubblicare , componimenti che appartenevano ai generi della letteratura “alta” (epica in versi, dramma, poesie d’amore). Oltre a ciò, Nordenflycht era la scrittrice più impegnata per quanto riguarda la questione femminile. La poetessa non nascose la speranza di poter utilizzare il suo talento poetico per qualcosa di più delle poesie d’occasione, qualcosa di, secondo lei, più alto e valido. Tuttavia, Nordenflycht non era contraria al condividere la scena con altre donne e in molte occasioni elogiò altre donne creative ed acculturate nei suoi scritti. Tutti i suoi testi, infatti, erano sempre dedicati a donne.
Nordenflycht nacque in un tempo di cambiamenti per le donne. L’Illuminismo era già iniziato e, grazie a ciò, l’immagine del mondo almeno delle classi più alte aveva iniziato a cambiare, ma anche il modo di pensare e le opinioni. Le condizioni di Nordenflycht, proveniente da una famiglia benestante, le garantivano un più facile accesso all'istruzione rispetto alla maggior parte delle altre donne: imparò, infatti, a scrivere e apprese alcune lingue straniere. Come donna, era comunque tagliata fuori dall'istruzione formale e, quindi, dalle materie scientifiche. Poiché non poteva cercare risposta alle sue domande attraverso la scienza, era obbligata a farlo con altri metodi. La ricerca di conoscenza di Nordenflycht ebbe, quindi, luogo nell'angusta sfera della donna, dove ruolo preponderante era esercitato dalla religione. Molte delle sue prime poesie hanno un’impronta e dei simboli religiosi, proprio perché ambito a lei destinato. Tuttavia, decise di scrivere di donne persino in queste poesie, mettendo in rilievo la prospettiva femminile e dando alle donne la voce principale, per quanto in un contesto religioso spogliato dalla realtà in cui viveva Nordenflycht stessa.
Tuttavia, gli argomenti trattati dalla poetessa presto si ampliarono. Nordenflycht era una distinta filosofa del pensiero e si poneva domande che ben si adattavano alla temperie illuminista in cui visse. Provava una forte amarezza rispetto alla sua situazione di donna, agli stretti spazi dove venne confinata rispetto alle grandi e filosofiche domande poste dagli uomini di cui leggeva e ammirava i testi e a cui cercava di dare una risposta. Semplicemente Nordenflycht sentiva un grande bisogno e un interesse bruciante al prendere parte alle discussioni condotte intorno a lei.

### La visione della donna
Durante la gioventù, Nordenflycht scrisse poesie sul dovere della donna di coltivare il proprio intelletto. La sua prima poesia esplicitamente politica e femminista si chiama Il dovere della donna di usare il proprio intelletto (1741), dove sosteneva appunto che è un dovere per la donna quello di sviluppare la propria intelligenza, poiché la conoscenza è l’unica via per l’emancipazione. L’istruzione era la cosa più importante che il sesso femminile potesse procurarsi, secondo la poetessa. Nordenflycht riteneva che le donne avessero diritto alla conoscenza, ma non scrive da nessuna parte che questa dovesse limitarsi alla sfera casalinga, come secondo l’opinione generale. Al contrario, in Nordenflycht si può osservare una chiara insofferenza rispetto alla delimitazione e al confinamento come conseguenza della mancanza di educazione per le donne. Secondo lei, c’erano parecchi motivi per cui queste dovessero studiare. Dovevano istruirsi per conquistare intelletto e virtù, per prepararsi per alla vita ultraterrena, per avere un passatempo utile e dovevano procurarsi qualcuno con cui conversare durante gli eventi. Le donne sarebbero diventate madri e mogli migliori se istruite, secondo Nordenflycht. E lei ne rappresentava l’esempio, sottolineando che lei stessa era riuscita sia negli studi che nei lavori di casa.
Secondo la concezione di Nordenflycht, la donna doveva essere vista innanzitutto come essere umano, poi come donna. Sicuramente nelle sue poesie sottolineava le differenze tra i sessi e che le donne fossero costitutivamente più deboli degli uomini. Tuttavia, riteneva che questa debolezza femminile non raggiungesse il cervello, l’intelletto o la vita spirituale. Al contrario, secondo Nordenflycht erano proprio gli uomini ad essere deboli, in quanto non concedevano alle donne la possibilità di stargli fianco a fianco; scriveva “Ci vuole un debole intelletto maschile per dar luce al pensiero che la donna non appartenga al Parnasso.”. In Gioco femminile Nordenflycht sostenne che le donne dovessero studiare le scienze naturali e, per la prima volta, espresse una chiara richiesta, prima solo accennata, cioè che le donne potessero liberamente sperimentare il lavoro. Secondo la poetessa, la donna non era mai stata vista o considerata al pari dell’uomo e le erano anche stati privati i suoi diritti di essere umano. Con ciò, Nordenflycht non incolpava solo gli uomini, bensì riteneva che anche le donne “se ne fossero state al buio” per loro stessa pigrizia. Scrisse anche Satira contro le donne invidiose dove si rivolgeva contro la critica anti-emancipatoria delle altre donne, sollevatasi dopo Difesa della donna. È discutibile quanto la battaglia femminista di Nordenflycht fosse per tutte le donne. Lei dedicò Gioco femminile alle lettrici donne altolocate, perciò non sembrò battersi per le donne povere, non borghesi, che non possedevano né tempo né soldi per istruirsi.

### La virtù femminile
La Svezia settecentesca voleva riunire femminilità e virtù e costruire una figura di donna utilizzabile in situazioni sociali, morali e artistiche. Anche gli uomini dovevano essere virtuosi, ma questa era una qualità innanzitutto femminile. Era comunemente ritenuto che la virtù fosse l’unico fattore che desse alla donna il diritto di scrivere e che questo fosse sia lo scopo principale della sua opera sia il messaggio che lei dovesse diffondere. Anche Nordenflycht sosteneva che la scrittrice dovesse scegliere la virtù ed agire secondo virtù. Nelle sue poesie tratta questo concetto in rapporto a dio, poi agli uomini, poi al proprio io ed infine la virtù in rapporto alla capacità di giudizio propria degli esseri umani stessi.
Questo modo di vedere la femminilità e la virtù era un fondamento dell’educazione sia maschile che femminile, ma a poco a poco iniziò a cambiare. Nella poesia di Nordenflycht questo è chiaramente evidenziato. Tuttavia, nei suoi testi, la poetessa aveva riflettuto accuratamente e formulato in modo chiaro il concetto di virtù, motivo per cui questo cambiamento è osservabile solo nella sua produzione tarda. Con profonda afflizione, Nordenflycht lo vide perdere completamente di significato. L’ultima poesia in assoluto, Hildur a Adil, descrive la sua relazione con l’ultimo amore, Johan Fischerström. Il personaggio principale, Hildur, vive l’amore come una forza indomabile, dove né la sua stessa virtù, né il dono dell'intelletto, la aiutano contro l’amore, persino quando questo le procura un grande dolore.

## Opere
- Fruentimbers Plikt at upöfwa deras Wett - Il dovere della donna di usare il proprio intelletto, 1741
- Den sörjande turturduvan - La tortora addolorata, 1743
- Våra försök - Il nostro tentativo, 1753
- Witterhetsarbeten - Lavori letterari, 1759
- Fruentimrets Försvar - Difesa della donna, 1761